# Running Scared
Running Scared (bra: No Rastro da Bala; prt: Medo de Morte) é um filme estadunidense e alemão de 2006, dirigido por Wayne Kramer. O filme segue um mafioso de baixo escalão que recebe ordens para se livrar de uma arma usada para matar policiais corruptos e se vê em uma corrida contra o tempo quando a arma acaba nas mãos erradas.

## Recepção
Com um índice de aprovação de 40% em base de 129 críticas, o Rotten Tomatoes publicou um consenso: "Este filme é executado com energia frenética pontuada por violência gratuita mas carece urgentemente na trama, o desenvolvimento do caráter e talento estilístico".